# S:t Michels härad
S:t Michels härad är ett härad i Södra Savolax, tidigare i S:t Michels respektive Östra Finlands län.
Ytan (landsareal) var 1910 3243,9 km²; häradet hade 31 december 1908 42.058 invånare med en befolkningstäthet av 13,6 km².

## Ingående kommuner
De ingående landskommunerna var 1910 som följer:
- Anttola
- Hirvensalmi
- Kangasniemi
- Kristina, finska: Ristiina
- S:t Michels landskommun, finska: Mikkelin maalaiskunta

Som en följd av kommunsammanslagningar och överföringar mellan härader består häradet sedan 2001 av S:t Michels stad samt Hirvensalmi, Kangasniemi, Kristina, Mäntyharju och Pertunmaa kommuner.